# Antoni Klemens Giżycki
Antoni Klemens Ignacy Giżycki herbu Gozdawa (1744–1806).
Szambelan Stanisława Augusta (1780), cześnik buski (1782), chorąży horodelski (1792). Właściciel dóbr Bogdanówka, Bereżanki.